# Прем'єр-міністр М'янми
Прем'єр-міністр М'янми — голова уряду держави М'янма. Ця посада існувала з 1947 р. коли Велика Британія погодилась надати своїй колонії Бірмі самоврядування, протягом всієї незалежності М'янми з 1948 р. і до 2011 р. коли вона була скасована згідно нової конституції і замінена посадою віце-президента. В період парламентської республіки в М'янмі 1948—1962 рр. у руках прем'єр-міністра цієї країни була сконцентрована більша частина виконавчої влади. Проте після військового перевороту 2 березня 1962 року встановилась військова диктатура і прем'єр-міністр став підпорядкований голові військової хунти, який одночасно був і президентом М'янми.

## Перелік прем'єр-міністрів М'янми
- 4.1.1948 — 12.6.1956 — У Ну (1 — ий раз)
- 12.6.1956 — 1.3.1957 — Ба Све
- 1.3.1957 — 29.10.1958 — У Ну (2 — ий раз)
- 29.10.1958 — 4.4.1960 — У Не Він (1 — ий раз)
- 4.4.1960 — 2.3.1962 — У Ну (3 — ий раз)
- 2.3.1962 — 4.3.1974 — У Не Він (2 — ий раз)
- 4.3.1974 — 29.3.1977 — Сейн Він
- 29.3.1977 — 26.7.1988 — Маунг Маунг Кха
- 26.7 — 21.9.1988 — Тун Тін
- 21.9.1988 — 23.4.1992 — Со Маунг
- 23.4.1992 — 25.3.2003 — Тан Шве
- 25.3.2003 — 19.10.2004 — Кхін Ньют
- 19.10.2004 — 18.5.2007 — Со Він
- 18.5.2007 — 30.3.2011 — Тейн Сейн
- 6.4.2016 — 1.2.2021 — Аун Сан Су Чжі Державний радник М'янми
- 1.8.2021 — 31.7.2025 — Мін Аун Хлайн
- з 31.7.2025 — Ньо Со